# Remix OS
Remix OSはパソコンをターゲットとして開発されたオペレーティングシステムである。x86を対象に開発されたAndroidであるAndroid-x86をベースとしており、パソコン上でAndroidアプリケーションが実行できる。Jide Technologyによって開発され、2016年1月に無償でリリースされた。
Remix OSはRemix MiniなどJideによって開発されたハードウェアで使用することになるが、パソコン向けのRemix OS for the PCが存在する。Remix OS for PCでは32ビット・64ビットサポート、UEFIサポート、及び、無線通信経由でのアップデートがサポートされている。Android-x86とは異なりRemix OSではソースコードは公開されていない。
2017年7月17日、Jide Technologyは同社の全てのコンシューマー製品を開発終了すると発表し、Remix OSの開発も終了した。